# Demonax notabilis
Demonax notabilis là một loài bọ cánh cứng trong họ Cerambycidae.